# Bjała (gmina w obwodzie Ruse)
Bjała (bułg. Община Бяла) – gmina w północnej Bułgarii, w obwodzie Ruse.

## Miejscowości
Miejscowości wchodzące w skład gminy Bjała:
- Bistrenci (bułg.: Бистренци),
- Bjała (bułg.: Бяла) – siedziba gminy,
- Bosiłkowci (bułg.: Босилковци),
- Botrow (bułg.: Ботров),
- Drjanowec (bułg.: Дряновец),
- Kopriwec (bułg.: Копривец),
- Łom Czerkowna (bułg.: Лом Черковна),
- Pejczinowo (bułg.: Пейчиново),
- Pet kładenci (bułg.: Пет кладенци),
- Połsko Kosowo (bułg.: Полско Косово),
- Styrmen (bułg.: Стърмен).